# 5211 Stevenson
Az 5211 Stevenson (ideiglenes jelöléssel 1989 NX) a Naprendszer kisbolygóövében található aszteroida. Carolyn Shoemaker és Shoemaker E. M. fedezte fel 1989. július 8-án.